# Slammiversary 2016
Slammiversary 2016 è stata la dodicesima edizione dell'omonimo pay-per-view di wrestling prodotto dalla Total Nonstop Action ed anche la celebrazione del quattordicesimo anniversario della nascita della federazione. L'evento si è svolto il 12 giugno 2016 nella Impact Zone di Orlando (Florida).

## Risultati
| #  | Match                                                                                          | Stipulazione                                              | Tempo |
| -- | ---------------------------------------------------------------------------------------------- | --------------------------------------------------------- | ----- |
| 1  | Mandrews (c) ha sconfitto Paredyse                                                             | Single match                                              | 07:07 |
| 2  | Eddie Edwards ha sconfitto Andrew Everett, DJZ e Trevor Lee (c)                                | Fatal four-way match per il TNA X Division Championship   | 10:12 |
| 3  | Basile Baraka e Baron Dax (con Al Snow) hanno sconfitto Grado e Mahabali Shera                 | Tag team match                                            | 07:39 |
| 4  | Sienna (con Allie e Maria Kanellis) ha sconfitto Gail Kim e Jade (c)                           | Triple threat match per il TNA Knockout's Championship    | 08:11 |
| 5  | James Storm ha sconfitto Braxton Sutter                                                        | Single match                                              | 07:06 |
| 6  | Eli Drake (c) ha sconfitto Bram                                                                | Single match per il TNA King of the Mountain Championship | 08:36 |
| 7  | Ethan Carter III ha sconfitto Mike Bennett (con Maria Kanellis)                                | Single match                                              | 15:01 |
| 8  | Jeff Hardy ha sconfitto Broken Matt                                                            | Full metal mayhem match                                   | 17:08 |
| 9  | Abyss e Crazzy Steve (c) (con Rosemary) hanno sconfitto Jessie Godderz e Robbie E (con Raquel) | Tag team match per il TNA World Tag Team Championship     | 10:00 |
| 10 | Lashley ha sconfitto Drew Galloway (c) per TKO                                                 | Single match per il TNA World Heavyweight Championship    | 17:04 |